# M. W. Craven
Mike W. Craven (Carlisle, 1968) è uno scrittore britannico.

## Biografia
Cresciuto a Newcastle upon Tyne, ha prestato servizio per 12 anni nella British Army, in particolare nella branca della Royal Electrical and Mechanical Engineers, fino all'età di 28 anni.
Dopo aver lavorato come ufficiale di sorveglianza, nel 2015 si è licenziato dalla Cumbria Probation Service dove era assistente amministratore delegato per dedicarsi all'attività di scrittore a tempo pieno.
È principalmente noto per la serie gialla avente per protagonista il detective Washington Poe grazie alla quale ha vinto numerosi premi letterari.

## Opere

### SerieAvison Fluke
- Assume Nothing, Believe Nobody, Challenge Everything (2015)
- Born in a Burial Gown (2015)
- Body Breaker (2017)

### SerieWashington Poe e Tilly Bradshaw
- The Puppet Show (2018)
- Black Summer (2019)
- The Curator (2020)
- Dead Ground (2021)
- The Botanist (2022)
- The Mercy Chair (2024)

### SerieBen Koenig
- Fearless (2023)
- Nobody's Hero (2024)

## Premi e riconoscimenti

### Vincitore
Gold Dagger
- 2019 con The Puppet Show[4]

CWA Ian Fleming Steel Dagger
- 2022 con Dead Ground[5]

Theakston's Old Peculier Crime Novel of the Year Award
- 2023 con The Botanist[6]